# Fulton (Oregon, Multnomah megye)
Fulton az Amerikai Egyesült Államok Oregon államának Multnomah megyéjében elhelyezkedő kísértetváros.